# Entiat
Entiat é uma cidade localizada no estado norte-americano de Washington, no Condado de Chelan.

## Demografia
Segundo o censo norte-americano de 2000, a sua população era de 957 habitantes.
Em 2006, foi estimada uma população de 1038, um aumento de 81 (8.5%).

## Geografia
De acordo com o United States Census Bureau tem uma área de
4,9 km², dos quais 3,5 km² cobertos por terra e 1,4 km² cobertos por água. Entiat localiza-se a aproximadamente 241 m acima do nível do mar.

## Localidades na vizinhança
O diagrama seguinte representa as localidades num raio de 28 km ao redor de Entiat.